# Coccinia grandis
Espèce
Coccinia grandis (tindola ou courge écarlate) est une espèce de plantes à fleurs de la famille des Cucurbitaceae. Ce sont des plantes herbacées vivaces, grimpantes ou rampantes, originaire des régions tropicales d'Afrique et d'Asie.

## Taxonomie

### Synonymes
Selon Catalogue of Life (29 août 2013) et ISSG :
- Bryonia alceifolia Willd,
- Bryonia grandis L. (basionyme)
- Cephalandra indica Naudin,
- Coccinia cordifolia auct. non (L.) Cogn.
- Coccinia indica Wight & Arn.
- Coccinia loureiriana M.Roem.,
- Coccinia wightiana M.Roem.,
- Cucumis pavel Kostel.,
- Momordica bicolor Blume,
- Momordica covel Dennst.,
- Momordica monadelpha Roxb.

### Liste des variétés
Selon Tropicos (29 août 2013) :
- variété Coccinia grandis var. wightiana Greb.

Il existe des cultivars aux fruits à saveur douce et d'autres à saveur amère. Pour ceux à saveur amère, on consomme plutôt les feuilles.

## Distribution
L'aire de répartition de Coccinia grandis comprend toutes les régions tropicales de l'Ancien monde : en Afrique, on la trouve du Sénégal à la Somalie et à la Tanzanie, en passant par le Mali,  le Tchad, le Soudan, l'Éthiopie, l'Érythrée, le Nigeria, le Cameroun, la Centrafrique, la république démocratique du Congo, l'Ouganda  et le Kenya, en Asie, au Yémen, dans le sous-continent indien (Inde, Pakistan, Sri Lanka), dans la péninsule  indochinoise (Cambodge, Laos, Myanmar, Thaïlande, Vietnam), dans le sud de la Chine (Guangdong, Guangxi, Yunnan), dans le sud-est asiatique (Indonésie; Malaisie; Papouasie-Nouvelle-Guinée) et sur l'Ile de la Réunion. L'espèce est également présente dans le Territoire du Nord en Australie.

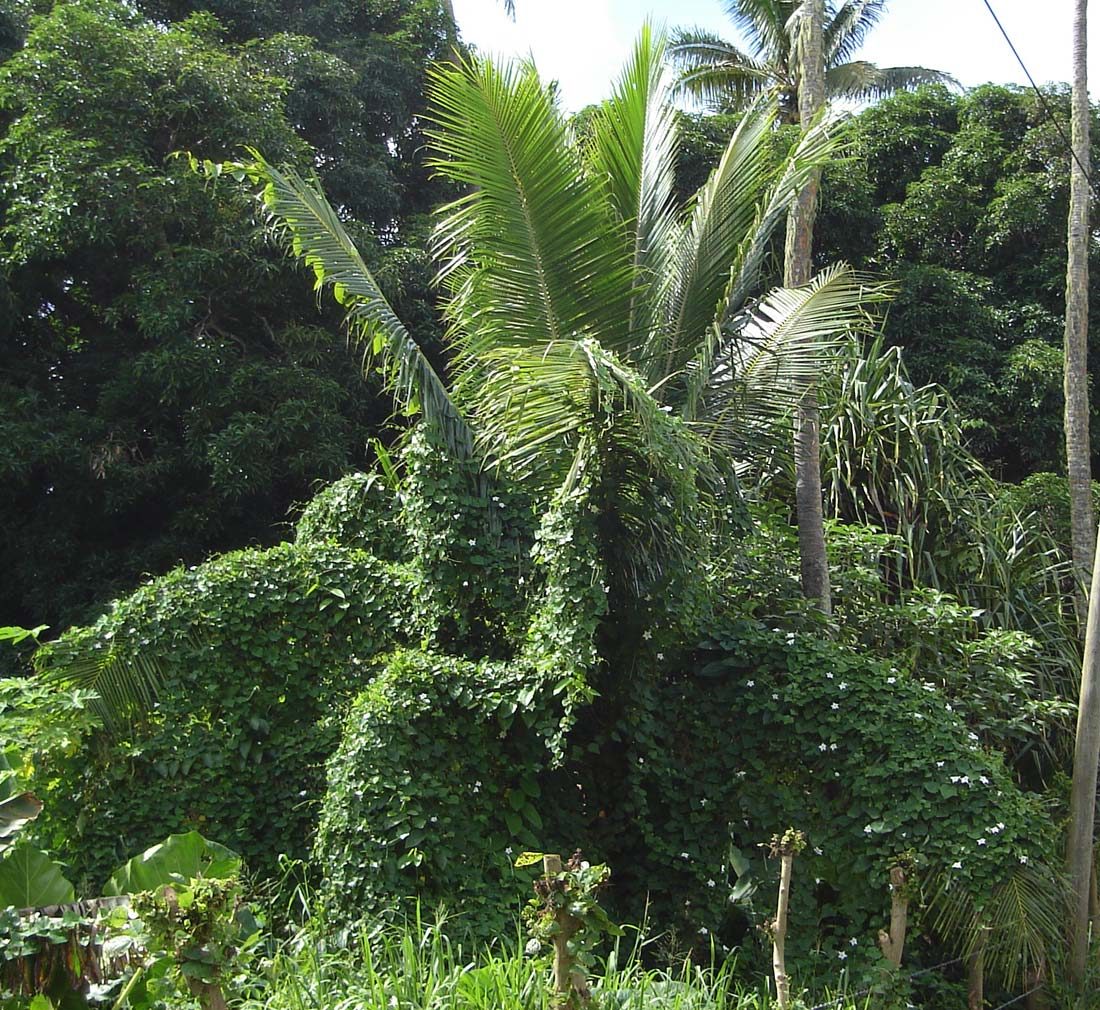
Coccinia grandis envahissant un jeune cocotier à Tongatapu (Tonga).

La plante est largement cultivée dans toutes les régions tropicales et a été introduite notamment dans des îles du Pacifique, comme les îles Fidji, ainsi qu'au États-Unis (Floride et Texas).
Coccinia grandis a montré un comportement de plante envahissante dans certaines îles du Pacifique, en particulier à Hawaï, Saipan et Guam.
Elle est classée dans l'État de Hawaï parmi les mauvaises herbes (noxious weeds) soumises à des mesures administratives et légales de lutte, de prévention ou d'éradication.
A Guam, où seuls des pieds mâles ont été introduits, la reproduction est donc uniquement végétative, ce qui n'empêche pas un comportement envahissant « agressif » de la plante.

## Description

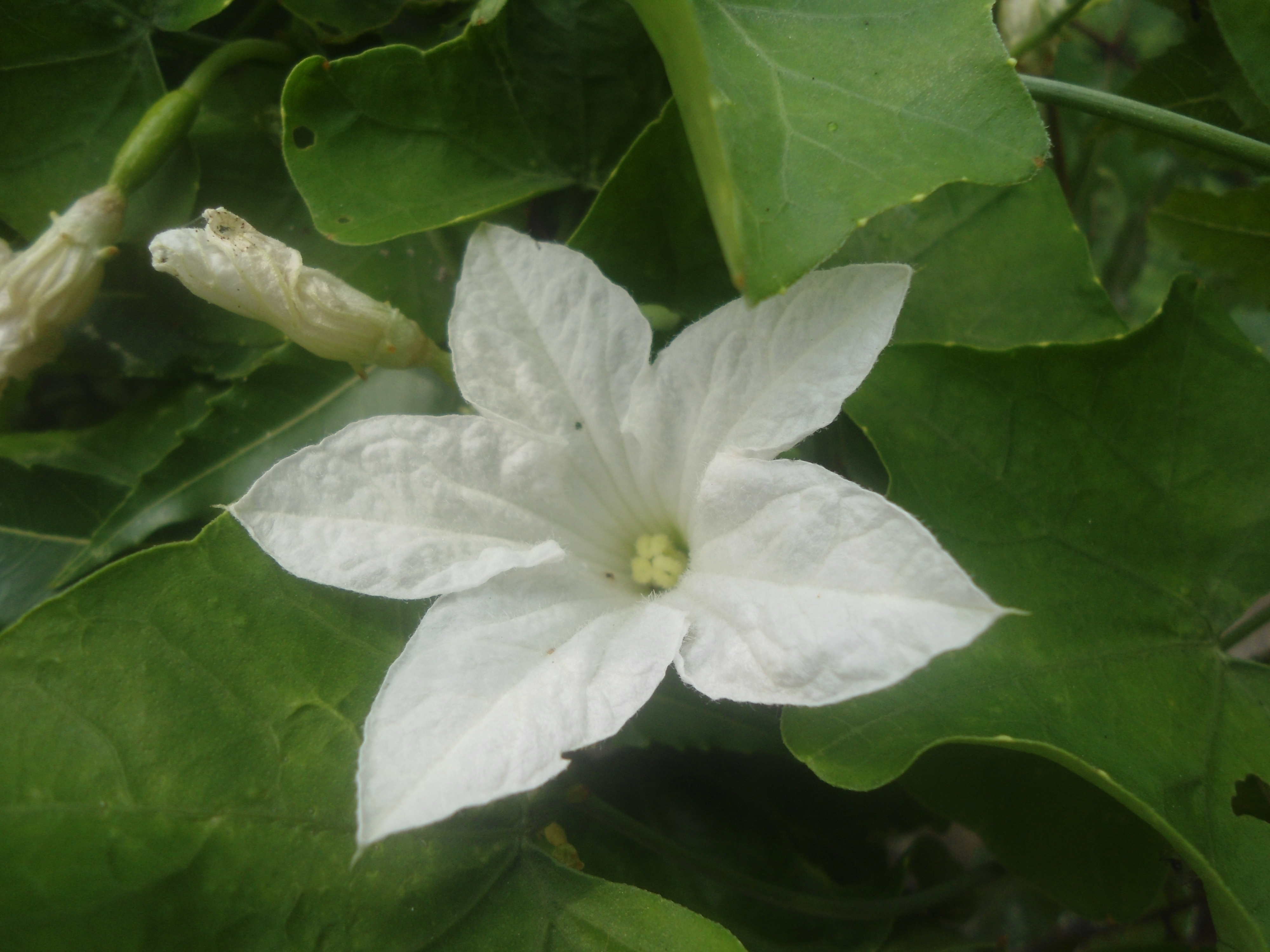
Fleur mâle.

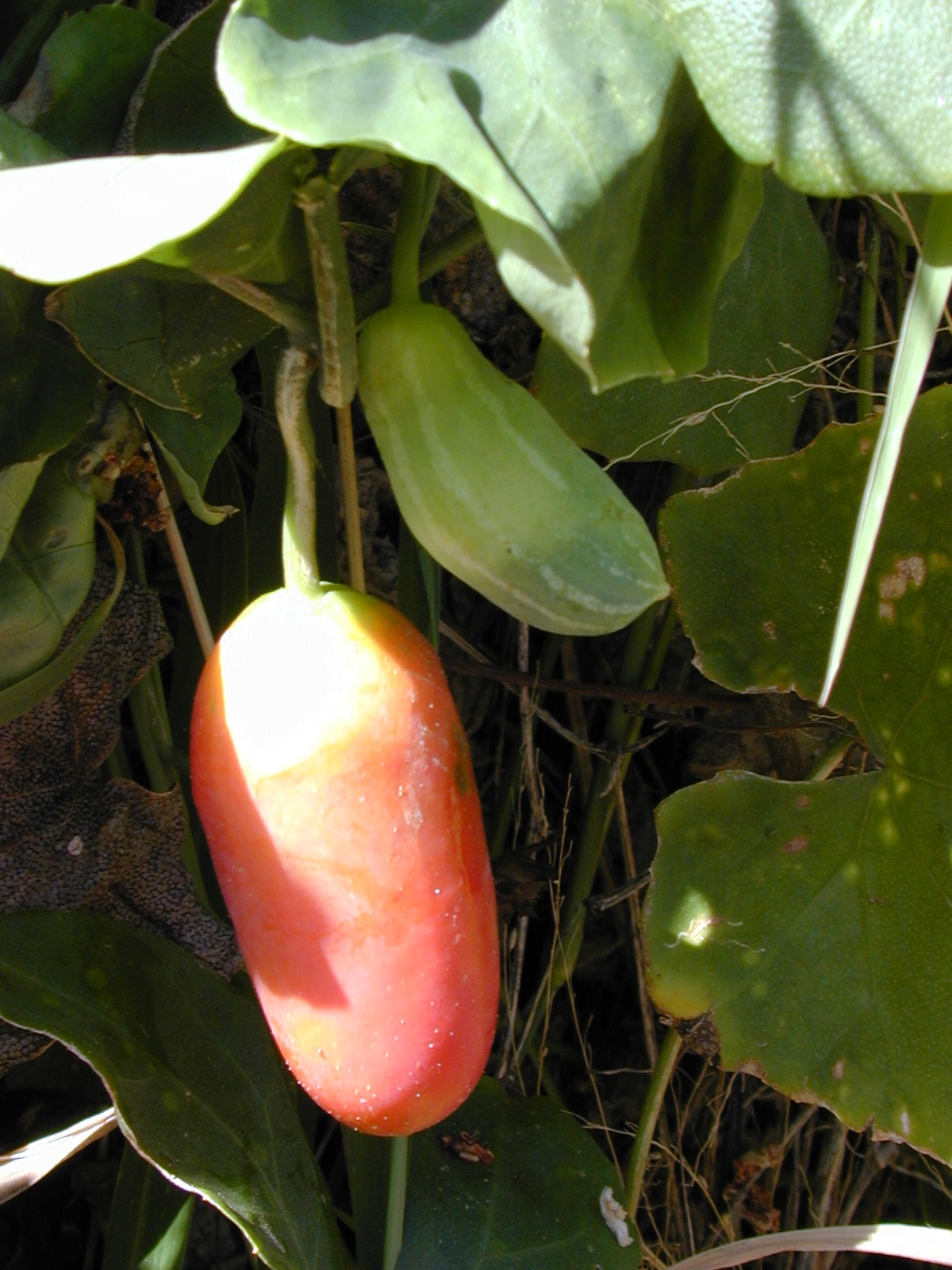
Fruit mûr.

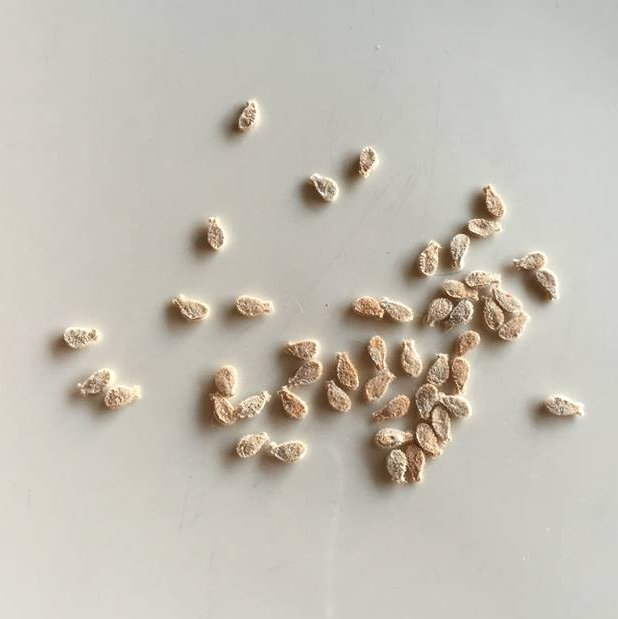
Graines de Coccinia grandis.

Coccinia grandis est une plante herbacée, grimpante ou rampante, vivace par sa racine tubérisée.
C'est une plante dioïque (pieds mâles et femelles distincts).
Les tiges, glabres, à côtes longitudinales, peuvent atteindre 20 mètres de long. Elles sont dotées de vrilles simples axillaires.
Lorsqu'elles rampent au sol, les tiges émettent à presque tous les nœuds des racines adventives, qui grossissent et se tubérisent, donnant naissance à autant d'individus et permettant ainsi une multiplication végétative efficace.
Les feuilles, alternes, entières, ont jusqu'à 15 cm de long. Le limbe, cordé à la base, compte cinq lobes aigus. Le pétiole peut atteindre 5 cm de long.
Les fleurs, généralement solitaires, apparaissent à l'aisselle des feuilles. Unisexuée, à symétrie pentamère, elles ont une corolle campanulée, à cinq lobes ovales, de couleur blanche.
Les fleurs mâles ont trois étamines, réduites à des staminodes dans les fleurs femelles.
Ces dernières sont à ovaire infère.
Le fruit est une baie, ovoïde-oblongue, de 2,5 à 6 cm de long. La peau est lisse et de couleur d'abord verte à bandes plus claires, virant au rouge brillant à maturité. Le fruit contient de nombreuses graines de 6 mm de long environ.
L'espèce, diploïde, compte 24 chromosomes (2x = 2n = 24).

## Utilisation

### Plante alimentaire
Les fruits peuvent être consommés crus ou cuits, aussi bien verts que mûrs. En Inde, les fruits verts sont ajoutés au curry. Les jeunes pousses de 40 à 50 cm sont mangées comme légumes en Thaïlande cuits à la vapeur ou à l'eau. Ils accompagnent les plats de riz ou de nouilles.
Au Cambodge, où la plante est appelée "bas" (បាស), les feuilles sont consommées cuites dans les soupes épaisses "sâmlâ" (សម្ល).

### Plante médicinale
Tous les organes de la plante, feuilles, tiges, racines, fruits, ont été utilisés dans les médecines traditionnelles en Afrique ou en Asie.
La plante est réputée être laxative. Elle est parfois utilisée en interne dans le traitement de la gonorrhée.
Les feuilles sont utilisées en cataplasme pour traiter les éruptions cutanées.
Le jus des racines est considéré comme un traitement utile contre le diabète.
Selon l'Ayurveda, la racine a de nombreuses propriétés. C'est notamment un aphrodisiaque, elle arrête les vomissements et les pertes urinaires. Dans le médecine Unani, le fruit est aphrodisiaque, il apaise la soif et est utile pour traiter les troubles liés au foie et au sang.